# Uncle Monk
Uncle Monk è stata una band statunitense di bluegrass.
Era formata dal duo Tommy Ramone (ex Ramones) e Claudia Tienan, e debuttò con un album omonimo il 21 marzo 2006. Tommy Ramone morì l'11 luglio 2014, mentre era in lavorazione il secondo album.

## Discografia
- Uncle Monk (2006)

## Membri
- Tommy Ramone - voce, mandolino, banjo, chitarra resofonica, fiddle, chitarra
- Claudia Tienan - voce e chitarra